# Серафим Парталев
Серафим А. Парталев или Парталов е български военен (подпоручик) и революционер, войвода на Върховния македоно-одрински комитет.

## Биография
Парталев е роден в 1859 или 1868 година в малешевската паланка Берово, тогава в Османската империя, днес в Северна Македония. Получава средно образование. Служи като фелдфебел в Българската армия. Влиза във ВМОК и участва като войвода на чета в Горноджумайкото и Илинденско-Преображенското въстание. Четата му се поддържа с храна, облекло и въоръжение от Кюстендилското македоно-одринско дружество.
При избухването на Балканската война в 1912 година Парталев е доброволец в Македоно-одринското опълчение и служи в 1 рота на 2 скопска дружина. За храброст е произведен в офицерски чин.
Умира след 1918 г.